# Kalendarium pontyfikatu Franciszka
Kalendarium pontyfikatu papieża Franciszka: